# Surge
Surge (echte naam Noriko "Nori" Ashida) is een personage uit de strips van Marvel Comics. Ze is een mutant en een van de studenten aan Xavier’s school voor mutanten. Ze verscheen voor het eerst in New Mutants (volume 2) #8.

## Biografie
Noriko Ashida werd geboren in Japan (waarschijnlijk in Tokio waar haar familie nog steeds woont). Toen op haar dertiende haar krachten zich begonnen te ontwikkelen rende ze van huis weg. Ze beweerde dat haar vader “niet in mutanten geloofd”. Hoe ze in de Verenigde Staten belandde is niet bekend, maar vier jaar nadat ze was weggelopen belandde ze bij de X-Men. In eerste instantie stuurde de student Hellion haar weg, maar later spoorden de New Mutants haar op en namen haar mee naar Xavier’s school. Daar gaf Beast haar een paar handschoenen waarmee ze haar krachten onder controle kon houden.
Nori werd een student aan Xaviers school en werd lid van de New Mutants, waar ze de naam Surge kreeg. Ze kon alleen minder goed overweg met het feit dat ze een kamer moest delen met Dust.
Na de gebeurtenissen uit House of M verloor 90% van de mutantenpopulatie zijn krachten. Nori was een van de 27 studenten die hun krachten niet verloren. Zij en de anderen werden door Emma Frost in het New X-Men team gestopt. Nori werd zelfs tot leider van dit team benoemd. Ze kreeg ook lichtere en meer effectievere handschoenen van Forge.
Toen bleek dat de geavanceerde Sentinel Nimrod nog leefde, leidde Nori haar team in een aanval tegen hem. In het gevecht verwijderde ze haar handschoenen en pompte al haar energie in Nimrod, wat hem terug in de tijd stuurde.

## Krachten
Surge absorbeert continu elektriciteit uit haar omgeving (wat vaak zorgt dat lampen in haar omgeving aan en uit knipperen). Ze kan deze adsorptie niet beheersen, en moet altijd speciale handschoenen dragen om het onder controle te houden. Ze kan de energie die ze absorbeert weer afvuren via bliksems, of gebruiken voor supersnelheid. Als ze te veel energie absorbeert, veroorzaakt dat bij haar een mentale overbelasting wat haar controle over de energie verslechterd. Haar blauwe haar is, in tegenstelling tot wat vaak wordt gedacht, niet een onderdeel van haar mutatie. In het begin had ze zwart haar, en verfde dit later blauw.

## Trivia
- Volgens bedenkers Nunzio DeFilippis en Christina Weir, was Surge 17 jaar oud aan het begin van de eerste serie. Aangezien in de strips inmiddels een heel schooljaar is verstreken zou ze nu dus 18 moeten zijn. Maar gezien Marvels opschuivende tijdlijn hoeft dat niet het geval te zijn.